# Аграрная партия Туркменистана
Агра́рная па́ртия Туркмениста́на (туркм. Türkmenistanyň agrar partiýasy) — одна из трёх официально зарегистрированных и легально действующих политических партий в Туркмении, основанная 28 сентября 2014 года. Представлена в Меджлисе — парламенте страны.

## История
29 сентября государственные, проправительственные и оппозиционные СМИ сообщили о создании в стране накануне новой партии — Аграрной партии Туркменистана. Как оказалось, учредительный съезд АПТ состоялся днём ранее в Ашхабаде, 28 сентября. На съезд съехались будущие члены новой партии со всей страны, провластные общественно-политические деятели и представители государственных СМИ. По информации государственных СМИ, «инициативной группой граждан-активистов», в июле 2014 года был сформирован оргкомитет по созданию новой партии в соответствии с законами страны. В учредительном съезде партии были избраны его руководящий состав, секретариат и члены счётной комиссии. В ходе обсуждения и последующего голосования, «единогласно» было принято решение об образовании новой партии. Чуть позднее был утверждён устав и программа партии, которые впоследствии несколько раз изменялись. 9 октября 2014 партия была официально зарегистрирована Министерством юстиции и получила право легально осуществлять общественно-политическую деятельность в стране. Первым лидером партии стал Реджеп Базаров, ранее неизвестный широкому кругу населения. К созданию первичных организаций и комитетов в регионах партия приступила только в декябре 2014 года. Партия начала популяризировать себя, и по данным оппозиционных изданий, не без помощи государственной пропаганды, подтверждая свою искусственность. По данным госСМИ, «Аграрная партия призывает в свои ряды всех тех, кто на деле готов внести достойный вклад в развитие села, содействовать строительству экономически развитого и социально ориентированного государства». Как им удалось узнать, в основу концепции программы партии заложены «задачи по превращению сельскохозяйственного комплекса страны в высокорентабельную отрасль». «Среди актуальных задач партии — стимулировать производство высококачественных продуктов питания, наращивание объемов производства овощной, бахчевой продукции, фруктов. В этой связи возникает необходимость создавать как можно больше перерабатывающих предприятий, оснащенных передовыми технологиями. Создание современного, технологичного и высокоразвитого агропромышленного комплекса и связанных с ним отраслей экономики, за создание благоприятных условий для малого агробизнеса, за укрепление продовольственной независимости Туркменистана, за создание сельским жителям качественно новых условий жизни и рабочих мест».
Среди избранных депутатов, членов халк маслахаты и Генгешей, избранных на выборах 25 марта 2018 год 3257 представителей Демократической партии, 352 – Партии промышленников и предпринимателей, 1358 – Аграрной партии, 2498 – групп граждан.
На первом заседании Халк Маслахаты Туркменистана состоявшемся 25 сентября 2018 года приняло участие 230 членов Аграрной партии Туркменистана. 12 членам Аграрной партии Туркменистана, удостоилась честь быть избранными в представительный законодательный орган страны на выборах депутатов Меджлиса Туркменистана шестого созыва 25 марта 2018 года. Многие члены Аграрной партии Туркменистана также были избраны в местные представительные органы власти халк маслахаты велаятов, городов и этрапов, а также в Генгеши.
На президентских выборах 2017 года, Аграрная партия Туркменистана выдвинула своего кандидата — Дурдыгылыча Оразова. По итогам выборов, Оразов занял последнее девятое место среди кандидатов, набрав 1898 голосов (0,06 %) избирателей.

## О партии
АПТ имеет тесные связи с Министерством сельского и водного хозяйства Туркменистана. Согласно уставу партии, членом АПТ может стать совершеннолетний гражданин республики, «преданный Родине, активный в общественной жизни, признающий и соблюдающий устав и программу партии, а также Конституцию и законы государства». Член АПТ не может одновременно быть членом другой политической партии. Высшим руководящим органом АПТ является съезд, созываемый раз в пять лет. Руководящий орган — Центральный совет, осуществляющий деятельность в период между съездами. Лидером партии является председатель Центрального совета.
По данным с сайта Центральной комиссии по проведению выборов и референдумов республики, на 1 ноября 2018 года членами Аграрной партии Туркменистана являлись 52 тысячи 427 человек. Это второй показатель среди трёх легальных партий в стране, или другими словами, АПТ является второй по крупности и численности членов легальной партией в Туркменистане. На ту же дату, функционировали 1534 первичных партийных организаций по всей стране. По тем же данным, региональная сеть партии состояла из 34 местных отделений. Главный офис партии находится в центре Ашхабада, на проспекте Гарашсызлык, 104.

## Критика партии
Партия поддерживает политику президента Гурбангулы Бердымухамедова. По мнению критиков, партия появилась лишь для создания иллюзии многопартийных выборов.

## Результаты на парламентских выборах
| Выборы | Мандаты   |
| ------ | --------- |
| 2018   | 11 из 125 |
| 2023   | 24 из 125 |

## Выборы президента
| Год  | Кандидат от партии | %    |
| ---- | ------------------ | ---- |
| 2017 | Дурдыгылыч Оразов  | 0,06 |
| 2022 | Агаджан Бекмырадов | 7,22 |